# Nebti
Naziv  Nebti  (dobesedno dve košari, v prevodu dve gospe ali obe vladarici) je bil  eden  od petih velikih nazivov staroegipčanskih faraonov in hkrati eden  od najstarejših. 

## Etimologija
Izraza nebti  in dve gospe ali dve vladarici izhajata iz egipčanske besede nbtj (nebtj), ki pomeni »(dve) gospe«. V verskem smislu sta  gospe predstavljali boginji Nekbet in Vadžet, v posvetnem smislu pa združena Gornji in Spodnji Egipt.

## Heraldika
Naziv Nebti se je, podobno kot kasnejši naziv Nisut-Biti, pisal z dvema skupinama  hieroglifov. V prvi je bil beloglavi jastreb,  sedeč na košari, v drugi pa  kobra, ki je  ki tudi sedela na košari. Najstarejša različica imena Nebti je imela namesto  kobre na drugi košari upodobljeno rdečo krono Spodnjega Egipta. Zanimivo je, da se skupini hieroglifov naziva Nebti nista nikoli uporabljali ločeno.

## Simbolika
Naziv Nebti je bil simbolično povezan z dvema najpomembnejšima boginjama staroegipčanskega panteona: Nekbet in Vadžet. Nekbet (egipčansko Nekhebety, ženska oblika moškega imena Nekeb) je bila gospodarica Gornjega Egipta, njen nasprotek Vadžet (egipčansko  Wadyt, '»ona, ki bujno raste« ali preprosto »vladarica zelenja«) pa je bila gospodarica Spodnjega Egipta. Nekbet so častili kot »božansko kraljevo mater«, kar se je odražalo v staroegipčanskem kraljičinem naslovu  Mwt-niswt (kraljeva mati). Vadžetino kobro so častili kot »kačo božanskega diadema na kraljevem čelu« in verjeli, da pljuva ogenj na vsakogar, ki bi si upal ogroziti faraonovo oblast.  Zaradi svoje zaščitniške vloge je Vadžet postala priljubljena že v zgodnjem dinastičnem obdobju. Z nazivom Nebti so se faraoni želeli prikazati kot osebe, ki jih vodita in ščitita dve boginji,  in so zato zakoniti vladarji celega Egipta.

## Uvedba in zgodovina
Naziv  Nebti je za  Horovim imenom drugi najstarejši kraljevski naziv v zgodovini Starega Egipta. Egiptologi, med njimi Toby Wilkinson in  Ludwig David Morenz, poudarjajo, da se je prototip naziva  Nebti  očitno uporabljal pred že uvedbo njegove dokončne oblike. Na slonokoščenih etiketah v abiških grobnicah kraljev  Hor-Ahe, Djera in kraljice Neithotep so namreč  odkrili heraldični greben dveh gospa, v katerem je bila nad drugo košaro namesto kobre upodobljena rdeča krona. Prva in dokončna oblika grebena  Nebti z jastrebom in kobro nad košarama se je pojavila med vladavino kralja Semerketa, ki je sam sebe imenoval Iry-Nebty (varuh dveh gospa). Za njim so vsi kasnejši kralji uporabljali naziv  Nebti, vendar noben kralj iz zgodnjega dinastičnega obdobja in Starega kraljestva ni znan po tem  nazivu.
Dodatne težave je povzročila navada, ki se je pojavila med vladavino kralja Peribsena. Peribsen je bil prvi vladar, ki naziv Nebti uporabil kot ime. Zgleda, da so enako delali tudi njegovi nasledniki. Egiptologi so ozadje te novosti odkrili pri kralju Kaaju.  Napisi na slonokoščeni etiketah so razkrili, da je Kaa občasno uporabljal dva različna naziva Nebti:  Qa'a-Nebty (dvignjena roka dveh gospa) in Sen-Nebty (poljubljen od dveh gospa). Kralj Hotepsekemvi je sam sebe imenoval Sehotep-Nebty (dve gospe sta (z njim) zadovoljni), se pravi enako kot v sereku. Naslednjo težavo je povzročil običaj, da so v Starem kraljestvu začele naziv Nebti  tudi uporabljati kraljice kot del svojega osebnega imena. Pri tem sta izstopali kraljici Hetephernebti in Djefatnebti. Novotarija je povzročila težave z razvozlavanjem nazivov Nebti na slonokoščeni šabloni iz Sakare, saj še vedno ni jasno, ali gre  za ime kraljice Djeseret-ank-Nebti  ali za kralja Sekhemketa,